# Hippopotamyrus retrodorsalis
Hippopotamyrus retrodorsalis és una espècie de peix africà del gènere Hippopotamyrus en la família Mormyridae, endèmic del riu Bima, que pertany a la foia del Uele. És nativa de la República del Congo.

## Morfologia
En funció de la seva morfologia, pot agrupar-se dins dels denominats «lluços del riu Nil» juntament amb el Brienomyrus, Mormyrops, Marcusenius, Petrocephalus y Pollimyrus.
Posseeix petites barbes i es caracteritza per posseir un cap allargat que pot arribar a mesurar el doble del seu alt. Manquen de l'extensió de l'aparell bucal dels peixos elefant.
Pot aconseguir una grandària aproximada de 114 mm.

## Estat de conservació
Respecte a l'estat de conservació, es pot indicar que d'acord amb la UICN aquesta espècie es pot catalogar en la categoria de «Dades insuficients (DD)», ja que no hi ha informació suficient per a determinar la categoria d'aquesta espècie.